# VTM 2
VTM 2 es una cadena de televisión generalista comercial pertenceciente al grupo de comunicación DPG Media. Emite en neerlandés para la Comunidad Flamenca de Bélgica.
Otros canales pertencecientes al mismo grupo son VTM y VTM 3.

## Historia

### Ka2
En 1995, durante el lanzamiento del canal, Ka2 propuso programas específicos como Vanavond Niet, schat (literalmente: Esta noche no, querida), un programa dedicado a las relaciones sexuales y presentado por Goedele Liekens y el informativo Nieuws 2. El objetivo era convertir a la cadena en el directo competidor de Canvas.

### Kanaal2
En 1997 se tomó la decisión de rejuvenecer la cadena. Su imagen se modificó mediante la adopción de un nuevo logotipo ( "Kanaal" en letras mayúsculas, acompañado de una gran "2" en amarillo), y la programación del canal se enfocó a la emisión de programas estadounidenses.
En el año 2000, la cadena celebra los cinco años de emisión del reality show Gran Hermano. La primera temporada tuvo un gran éxito, debido principalmente a las emisiones de los fines de semana, que fueron vistas por casi un millón de espectadores.

### KANAALTWE
En 2003, Kanaal 2 fue renombrado a KANAALTWEE. El logotipo con un gran "2" desapareció, y fue reemplazado por un círculo que contiene dos franjas verticales.
2004 fue un año difícil para la cadena, debido a la fuerte competencia en el panorama de los medios de la Comunidad Flamenca de Bélgica. Programas como Meet My Folks, Ciao Bella y De Kooi fueron retirados de antena solo unas semanas después de su lanzamiento, debido a la audiencia de KANAALTWEE (por debajo del 5%). La emisión diaria Star Academy no cumplía con el éxito esperado, pero sin embargo se mantuvo hasta el final. No obstante, algunos programas consiguen cierto éxito, tales como Open en Bloot y De Heren Maken de Man, reuniendo una audiencia alrededor de 200.000 espectadores.
En otoño de 2005, KANAALTWEE cambia de eslogan a "¿Need Entertainment?" ( "Necesitado de entretenimiento?"). La temporada 2006 de Gran Hermano reunió una media de 300.000 espectadores para sus emisiones diarias, mientras que la gran vivo lunes por la noche llegó a 400.000 espectadores. Con una media de 600.000 espectadores en la final.

### 2BE
El 15 de diciembre de 2007, se anunció un nuevo cambio de nombre, para mejorar su imagen. Las razones dadas para estos cambios eran en gran parte las decepcionantes audiencias de programas como Expeditie Robinson y Gran Hermano.
El 29 de febrero de 2008 la cadena cambió su nombre para convertirse en 2BE. La programación se reorientó a series como Prison Break. Y dos nuevas temporadas de Hagger Trippy Expeditie Robinson y 71 ° Noord.
Desde el 29 de enero de 2013, 2BE también se transmite en alta definición.
El 24 de marzo de 2014, el logotipo original de 2BE, que adoptaba la forma de un cubo, fue sustituido por el logotipo actual.

### Q2
El 10 de junio de 2016, Medialaan anuncia que el canal pasa a llamarse Q2. El lanzamiento oficial fue el 28 de agosto de 2016.

### VTM 2
El 31 de agosto de 2020, Q2 pasó a llamarse VTM2, como parte de un cambio de marca de todos los canales de DPG.

## Identidad Visual

### Logotipos

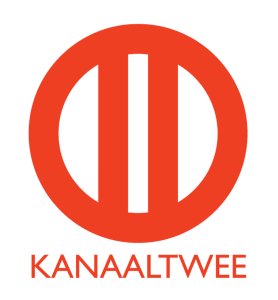
Logotipo de KANAALTWEE desde 2003 hasta el 2008
Logotipo de 2BE desde el 24 de marzo de 2014 hasta el 28 agosto de 2016
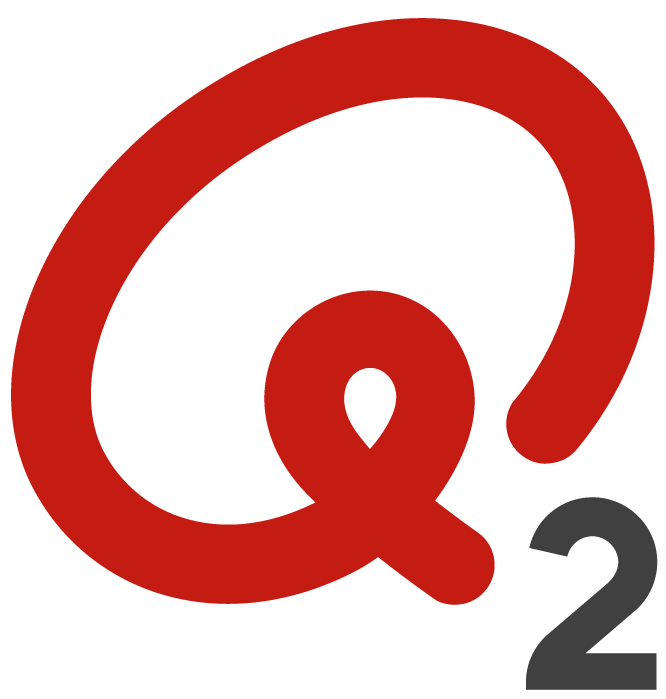
Logotipo de Q2 desde el 28 de agosto de 2016 hasta el 31 de agosto de 2020
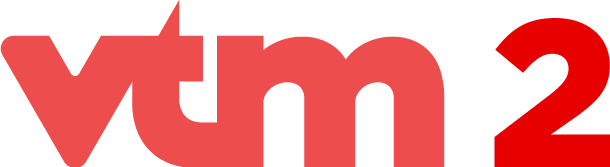
Logotipo de VTM 2 desde el 31 de agosto de 2020 hasta la actualidad